# The Lawless
The Lawless is een Amerikaanse film noir uit 1950 onder regie van Joseph Losey.

## Verhaal
In een plattelandsdorp in Californië ontstaan er tijdens een dansfestival rellen tussen de blanke bevolking en de Mexicaanse immigranten. Journalist Larry Wilder wil het geweld en de intolerantie tegenover migranten aan de kaak stellen. Wanneer een groep fruitplukkers de schuld krijgt van de rellen, neemt hij het voor hen op.

## Rolverdeling
| Acteur             | Personage         |
| ------------------ | ----------------- |
| Macdonald Carey    | Larry Wilder      |
| Gail Russell       | Sunny Garcia      |
| Johnny Sands       | Joe Ferguson      |
| Lee Patrick        | Jan Dawson        |
| John Hoyt          | Ed Ferguson       |
| Lalo Rios          | Paul Rodriguez    |
| Maurice Jara       | Lopo Chavez       |
| Walter Reed        | Jim Wilson        |
| Herbert Anderson   | Jonas Creel       |
| Argentina Brunetti | Mevrouw Rodriguez |
| William Edmunds    | Mijnheer Jensen   |
| Gloria Winters     | Mildred Jensen    |
| John Davis         | Harry Pawling     |
| Martha Hyer        | Caroline Tyler    |
| Frank Fenton       | Mijnheer Prentiss |